# Кафка на обали мора
Кафка на обали мора (јап. 海辺のカフカ Umibe no Kafuka) роман је јапанског књижевника Харукија Муракамија први пут објављен 2002. Сачињен је из две паралелне приче. У непарним поглављима се приповеда о петнаестогодишњем Кафки Тамури и његовом бекству од куће због мистериозног пророчанства. Овај приповедни ток заснован је на реинтерпретацији старогрчког мита о цару Едипу, јер је Тамури, као и античком јунаку, проречено да ће убити оца и спавати са својом мајком. У парним поглављима читалац прати судбину Накате, средовечног мушкарца, који је, док је био дечак, изгубио способност читања и писања у мистериозном догађају, али је стекао необичну способност да разговара са мачкама. Након сусрета са Џонијем Вокером, убицом мачака који покушава да од мачијих душа направи свиралу, Наката креће на пут не би ли отворио врата другог света.
У овом замршеном и зачудном роману препуног неочекиваних спојева реалности и фантастике, Мураками обрађује препознатљиве теме присутне и у његовим другим остварењеима, попут људске изолованости, усамљености, моћи музике, улоге снова, неуобичајних сексуалних понашања, итд. У роману се обрађује и јапанско средњовековно веровање да жива особа несвесно током сна може да постане дух, који несвесно лута по јави. Ово веровање је тематско-мотивски присутно и у једној епизоди Причe о Генџију, најпознатијем јапанском класичном роману. За писца попут Муракамија, који се чешће позива на Западну културу (која је, наравно, присутна и у Кафки на обали мора), референце на јапанске романе и хаику поезију јесу другачије интеретекстуалне везе, него оне на које је читалац навикао читајући Муракамија. Роман је постао бестселер у Јапану, а позитивно је дочекан и на Западу. Амерички књижевник Џон Апдајк је роман у рецензији за часопис Њујоркер описао као дело које се чита у једном даху и као интензивну метафизичку теревенку. Пошто су многобројна питања у роману остала отворена, јапански издавач је након објављивања позвао читаоце да пошаљу Муракамију питања везано за значење књиге. Мураками је лично одговорио на 1200 од пристиглих 8000 питања.
Кафку на обали мора је на српски језик превела Наташа Томић 2014.